# Comté de Huelma
Le comté de Huelma est une seigneurie espagnole accordée, à titre héréditaire, par le roi Henri IV de Castille le 20 août 1474 à don Beltrán de la Cueva, duc d’Alburquerque (1464), Grand d’Espagne, comte de Ledesma (1462) et grand maître de l’ordre de Santiago.
Le nom du comté fait référence à la ville espagnole de Huelma, située dans la Province de Jaén. Le comte actuel est Juan Miguel Osorio y Bertrán de Lis, dix-neuvième titulaire.

## Histoire
En 1448, le roi Jean II d'Aragon, après la reconquête de la ville de Huelma, contre les troupes Nasrides, confie la place et la surveillance du château à Don Íñigo López de Mendoza, sujet fidèle au roi d'Aragon, qui le récompense en le faisant marquis de Santillana. Ce poste important de "capitan mayor", représente la protection et la frontière de la province de Jaén.
En 1462 il lègue ses droits sur la ville à son fils don Diego Hurtado de Mendoza y Suárez de Figueroa marquis de Santillana, puis vicomte. Sa fille Mencía de Mendoza y Luna, épouse Beltrán de la Cueva. Le 20 août 1474 sur approbation du roi Henri IV de Castille, Diego Hurtado de Mendoza, démissionne en faveur de son gendre Beltran de la Cueva. La vicomté de Huelma grâce à son rattachement à cette noble famille, devient un comté uni au comté de Ledesma et au duché d'Alburquerque.

## Comtes de Huesca
1. Beltrán de la Cueva ;
2. Francisco Fernández de la Cueva ;
3. Beltrán II de la Cueva y Toledo ;
4. Francisco II Fernández de la Cueva y Girón ;
5. Gabriel III de la Cueva y Girón ;
6. Beltrán III de la Cueva y Castilla ;
7. Francisco III Fernández de la Cueva ;
8. Francisco IV Fernández de la Cueva y Enríquez de Cabrera ;
9. Melchor Fernández de la Cueva y Enríquez de Cabrera ;
10. Francisco V Fernández de la Cueva y de la Cueva ;
11. Francisco VI Fernández de la Cueva y de la Cerda ;
12. Pedro Miguel de la Cueva y Guzmán ;
13. Miguel de la Cueva y Enríquez de Navarra (es) ;
14. José Miguel de la Cueva y de la Cerda (es) ;
15. Nicolás Osorio y Zayas (es) ;
16. José Isidro Osorio y Silva-Bazán (es) ;
17. Miguel Osorio y Martos (es) ;
18. Beltrán Alfonso Osorio y Díez de Rivera (es) ;
19. Juan Miguel Osorio y Bertrán de Lis.

### Sources
- (es) Cet article est partiellement ou en totalité issu de l’article de Wikipédia en espagnol intitulé « Condado de Huelma » (voir la liste des auteurs).